# Maurice Karl
Maurice Karl (* 21. Februar 1978 als Philipp Karl in Berlin; † 31. Juli 2000 in Köln) war ein deutscher Schauspieler.
Seit seinem 6. Lebensjahr wollte Maurice Karl Schauspieler werden. Nach verschiedenen Modeljobs und Auftritten bei Misterwahlen bekam er die Rolle des Sebastian Sandmann bei Unter uns, den er bis 1998 spielte. Er lebte zu dieser Zeit mit seinen Eltern in Leverkusen. Seit seinem 13. Lebensjahr konnte er Klavierspielen und sang. Diese Fähigkeiten wurden auch in Form einer Single genutzt, auf welcher die Titel Run to Me und Forever and a Day veröffentlicht wurden.
Am 29. Juli 2000 stürzte Karl von der Brüstung an den Treppen zwischen dem Dom und dem tiefer liegenden Bahnhofsplatz und erlitt einen schweren Schädelbasisbruch. Er verstarb zwei Tage später an den Folgen des Sturzes. Es blieb unklar, ob es sich um einen Unfall, oder einen Suizid handelte.